# Chiesa dei Santi Quirico e Giulitta (Vergemoli)
La chiesa dei Santi Quirico e Giulitta è un edificio sacro che si trova a Vergemoli.

## Storia e descrizione
Già ricordata in documenti del X secolo, è fra le più antiche delle chiese soggette alla pieve di Gallicano. L'originaria struttura romanica ha subito nel tempo modifiche e rifacimenti. Abbastanza contenuto è l'intervento di fine Quattrocento, conseguente a una visita pastorale del vescovo che ne aveva sottolineato il cattivo stato di conservazione; sostanziale quello del 1638, che porta a un radicale rinnovamento.
Del primo resta traccia evidente nei due portali, al secondo si deve, fra l'altro, il rinnovamento decorativo dell'interno, a tre navate con colonne con capitelli ionici. Fra le opere, il pulpito, proveniente dalla chiesa del Suffragio di Castelnuovo Garfagnana, e la statua lignea della Madonna col Bambino, che reca la data 1514.